# 547

## Nașteri
- dată necunoscută: Focas Tiranul  (d. 610)

## Decese
- 23 martie: Benedict de Nursia  (n. 480)
- 10 februarie: Scolastica (sfântă)  (n. 480)